# Algots varv
Algots varv, även känt som Varvet Algot Johansson & Co, var ett skeppsvarv i stadsdelen Västra Klinten i Mariehamn på Åland. Under perioden 1992–1998 hette verksamheten Alandia Yards.

## Historia
Varvet grundades 1942 av Algot Johansson och Carl Rundberg. Syftet var att underhålla Rederi Ab Sallys fartyg. Verksamheten växte och tog efterhand emot externa uppdrag. På 1950- och 1960-talen hade varvet omkring 70 anställda.

### Ägarförändringar och sammanslagning
Efter 1970-talets oljekris sålde Rederi Ab Sally aktiemajoriteten i Algots Varv Ab till vd:n Håkan Lindberg och ingenjören Claes Ekström år 1985. Fler delägare tillkom 1989. År 1992 slogs varvet samman med Lundqvistrederiernas verkstad Lun-Mek och bildade Ab Alandia Yards Oy. Ålands landskapsstyrelse blev då största ägare.

### Avveckling
År 2007 lade dåvarande ägaren Rederi Ab Eckerö ned verksamheten. Året därpå såldes varvet till Eklunds Fastigheter Ab för marksanering och planering av bostäder och småbåtshamn.

## Fartyg i urval
Två av fartygen som byggdes under Alandia Yards-perioden:
- Töftöfärjan, 1993
- Rescue Paf, 1994 – 16,12 meter lång sjöräddningsbåt i aluminium för Ålands Sjöräddningssällskap